# Sennwald
Sennwald est une commune suisse du canton de Saint-Gall, située dans la circonscription électorale de Werdenberg.
Elle comprend les villages de Sax, Frümsen, Haag et Salez.

Photo aérienne (1964)

## Personnalité liée à la commune
- Anna Göldin (1734-1782), servante, dernière femme exécutée pour sorcellerie en Suisse.

## Monuments
- Château de Hohensax